# Franco Li Causi
Franco Li Causi (Porto Empedocle, 20 aprile 1917 – Agrigento, 4 giugno 1980) è stato un compositore italiano, autore della musica della ballata siciliana Vitti 'na crozza.

## Biografia
Diplomatosi in flauto traverso al Conservatorio di Palermo, diventò un virtuoso degli strumenti a plettro come la chitarra, il banjo ed il mandolino.
Insieme al fratello Salvatore, in arte Tony Lusi, crea un'orchestra che per più di trent'anni ha operato con successo in tutti gli ambití musicali, dalle navi da crociera ai locali da ballo, (uno per tutti "La Focetta", locale agrigentino degli anni '60), alle feste di piazza, eseguendo i brani musicali più in voga o di propria composizione e accompagnando i cantanti del periodo più noti, come Iva Zanicchi, Jimmy Fontana, Robertino, ecc. o più vicini ai giorni nostri Giusi Romeo, meglio conosciuta come Giuni Russo.
Ha inciso più di 2.000 brani per la casa discografica Cetra (in seguito Fonit Cetra), tra brani ballabili come il fox o il tango, e brani d'ispirazione popolare più vicini al contesto folklorico, ancora oggi il brano La voce del pastore, meglio conosciuto come Tarantella Vecchia' – repertorio di molti gruppi folkloristici di Agrigento –.
Parallelamente alla musica eseguita in pubblico, si dedicò all'insegnamento privato creando una vera e propria scuola d'arte varia, scoprendo talenti che devono al Maestro Li Causi una sorta di "Marchio di fabbrica": hanno fatto parte dell'"Orchestra Franco Li Causi" tanti musicisti agrigentini come il Cav. Calogero Cummo, Vincenzo Morreale, Gigi Finestrella, Pasquale Marchetta, Donì Cinque, Mariella Arena, Giovanni Moscato, Gian Campione, Federico Orefice, Francesca Cosentino e studenti d'eccezione come Emanuele Lo Vullo e Tom Sinatra.
Franco Li Causi ha combattuto molto per ottenere la sua canzone Vitti 'na crozza, perché cantanti famosi hanno cercato di rubargli i diritti d'autore, poi ottenuti poco prima di morire.
Ha collaborato con I Dioscuri, con Pippo Flora e con Tony Cucchiara nell'allestimento di diverse opere teatrali, curandone la parte musicale.

## Riconoscimenti
Il 6 marzo 2010 è stato inaugurato a Porto Empedocle, sua città natale, il belvedere a lui dedicato.

## Discografia parziale

### Album
- 1963 – Folklore siciliano (Fonit Cetra, LPP 7; con Giuseppe Santonocito)

### Singoli
- 1942 – Banjo pazzo/Mazurca mascherata (Fonit, 9071; inciso come Quartetto Li Causi)
- 1951 – Si sapi che c'è/Vitti 'na crozza (Cetra, DC 5419; canta Michele Verso)
- 9 luglio 1952 – Cummari rosa/Sicilia bedda (Cetra, DC 5531)
- 29 aprile 1955 – Ciuri ciuri/Stornelli siciliani/Comù si li cuggheru li beddi pira (Cetra, DC 6292)
- 1959 – Sangu friddu papà/Mi maritacu p'aviri lu spassu (Fonit Cetra, SP 695)
- 1959 – Sempre più solo/Parole (Fonit Cetra, SP 710)
- 1970 – Iddu Nun S'av'amari (Melody) Con la collaborazione di Michele Pisciotto (poeta, musicista e pittore Agrigentino)
- 1970 – Mi vulissi fari zitu (Melody)